# Boxted (Suffolk)
Boxted – wieś w Anglii, w hrabstwie Suffolk, w dystrykcie Babergh. Leży 35 km na zachód od miasta Ipswich i 89 km na północny wschód od Londynu. Miejscowość liczy 120 mieszkańców.